# Bełchatów
Bełchatów és una ciutat de Polònia. Es troba a la zona central de Polònia, al voivodat de Łódź, a 50 km al sud de Łódź i a 160 km al sud-oest de Varsòvia. El 2011 tenia 60.485 habitants.